# Meng Suping
Meng Suping (chiń. 孟苏平; ur. 17 lipca 1989 w Ma’anshan) – chińska sztangistka, mistrzyni olimpijska, wielokrotna medalistka mistrzostw świata.
W 2016 roku wywalczyła srebrny medal w wadze superciężkiej (ponad 75 kg) na igrzyskach olimpijskich w Rio de Janeiro. Wyprzedziła tam na podium Kim Kuk-hyang z Korei Północnej i Sarę Robles z USA. Był to jej jedyny start olimpijski. Sześć lat wcześniej zajęła drugie miejsce na igrzyskach azjatyckich w Kantonie, gdzie przegrała tylko z Jang Mi-ran z Korei Południowej.
Ponadto ma w dorobku srebrne medale zdobyte podczas mistrzostw świata w Antalyi (2010), mistrzostw świata w Ałmaty (2014), mistrzostw świata w Houston (2015) i mistrzostw świata w Aszchabadzie (2018), a także brązowe wywalczone na mistrzostwach świata w Goyang (2009) i mistrzostwach świata w Pattayi (2019).

## Osiągnięcia
| Rok  | Zawody               | Miasto         | Miejsce | Wynik  |
| ---- | -------------------- | -------------- | ------- | ------ |
| 2009 | Mistrzostwa świata   | Goyang         | 3       | 296 kg |
| 2009 | Mistrzostwa świata   | Antalya        | 2       | 310 kg |
| 2014 | Mistrzostwa świata   | Ałmaty         | 2       | 320 kg |
| 2015 | Mistrzostwa świata   | Houston        | 2       | 325 kg |
| 2016 | Igrzyska olimpijskie | Rio de Janeiro | 1       | 307 kg |
| 2018 | Mistrzostwa świata   | Aszchabad      | 2       | 327 kg |